# Пономарёв, Геннадий Александрович
Геннадий Александрович Пономарёв (23 августа 1941, село Поспелиха, Алтайский край — 5 января 1994, Томск) — советский и российский учёный-физик, доктор физико-математических наук, профессор Томского госуниверситета, лауреат премии Совета Министров СССР, заведующий кафедрой радиофизики радиофизического факультета ТГУ, специалист в области прикладной электродинамики, теории распространения радиоволн в сложных средах, статистической радиофизики, радиолокации, вычислительной математики и т. д.

## Биография
Родился в семье Александра Алексеевича Пономарёва и Анны Семёновны Пономарёвой. Отец — бывший сотрудник МВД, который работал начальником 1-го отдела Сибирского физико-технического института, мать — инвалид труда 2-й группы, работала секретарём-машинисткой.
В 1958 году окончил среднюю школу в селе Краснощёково (Алтайский край) с золотой медалью и поступил на физико-математический факультет Барнаульского педагогического института. Им был выбран курс обучения по специальности «физика и основы производства» с квалификацией «учитель физики и основ производства средней школы», который был пройден с отличием.
1 сентября 1962 года молодой специалист стал стажёром-ассистентом кафедры физики Барнаульского педагогического института, а в феврале 1963 года он поступил на должность ассистента. В сентябре 1963 года Геннадий Пономарёв поступает в аспирантуру кафедры радиофизики радиофизического факультета Томского университета, научный руководитель — профессор В. Н. Кессених.
В 1966 году он окончил аспирантуру, одновременно став старшим научным сотрудником лаборатории распространения радиоволн СФТИ.
28 декабря 1968 года Г. А. Пономарёв защищает кандидатскую диссертацию «О применении разрывных импедансных граничных условий в некоторых задачах дифракции», которая была утверждена ВАК 20 июня 1969 года.
С апреля 1973 года занимает должность заместителя декана радиофизического факультета ТГУ, с ноября 1973 по 1979 работал на должности декана.
1 ноября 1984 года Г. А. Пономарёв защитил по специальной теме докторскую диссертацию, которая была утверждена ВАК 5 июля 1985 года.
1 сентября 1984 года он получает звание доцента кафедры радиофизики, а с 1 июня 1986 года становится заведующим кафедрой радиофизики радиофизического факультета ТГУ. 17 декабря 1987 года ему было присвоено учёное звание профессора по этой же кафедре.

## Научная и преподавательская деятельность
Ведя ряд общих и специальных курсов для студентов, Геннадий Пономарёв считался лучшим лектором радиофизического факультета. Среди его лекционных предметов значились «распространение радиоволн», «физические основы электронной техники», «методы математической физики», «статистическая радиофизика» и др. Он был одним из активных приверженцев внедрения средств автоматизации учебного процесса, под его руководством был организован один из первых лабораторных практикумов с использованием диалого-вычислительных комплексов.
При непосредственном участии Геннадия Пономарёва были заложены основы статистической теории распространения УКВ в городской среде, установлены теоретические закономерности ослабления радиосигналов в зависимости от дальности, частоты, характеристик рельефа местности и городской застройки, осуществлено их экспериментальное подтверждение, выявлены основные закономерности формирования многолучевой интерференционной структуры полей со сложной пространственно-временной динамикой. При его непосредственном участии были созданы многофункциональные автоматизированные измерительные комплексы с высоким пространственно-временным разрешением, которые воплотили идею радиоголографической регистрации данных, синтезирования апертур антенных систем и цифровой обработки полученной информации. Их использование на стационарных и подвижных платформах обеспечило проведение масштабного комплекса экспериментальных исследований и с их помощью была дана оценка корреляционных и спектральных свойств пространственно-временных колебаний радиополей в диапазоне ОВЧ и СВЧ для стационарных и мобильных источников. Полученные результаты были воплощены в ряде опытно-конструкторских работ и приняты к серийному производству для обеспечения государственных служб радиоконтроля источников электромагнитных полей в крупных городах; более 15 методик прогнозирования условий работы средств УКВ-коммуникации в системах городской мобильной связи было включено в отраслевой информационный банк Министерства связи.
В качестве признания под председательствованием Г. А. Пономарёва в Научном совете АН СССР в Москве была организована новая секция, посвящённая комплексной проблеме распространения радиоволн. В рамках созданного им научного направления были защищены пять кандидатских и три докторских диссертации, он является автором и соавтором более 160 научных публикаций, в том числе двух монографий, четырёх учебных пособий, восьми изобретений, около 16 алгоритмов и программ, созданных под его руководством, были включены во Всесоюзный фонд алгоритмов и программ по тематике Министерства связи СССР.

## Награды и регалии
- Лауреат премии Совета Министров СССР (1983 год)[1].
- Орден Дружбы народов (1986 год)[1].
- Медаль «За доблестный труд. В ознаменование 100-летия со дня рождения Владимира Ильича Ленина» (1970 год)[1],
- Серебряная и две бронзовых медали ВДНХ СССР за прибор «Автоматический измеритель поляризации электромагнитного излучения»[1]
- Премия Томского госуниверситета 1992 года за монографию «Распространение УКВ в городе» и учебное пособие «Статистические методы в радиофизике»[1].

## Избранные публикации
- Пономарёв Г. А., Куликов А. Н., Тельпуховский Е. Д. Распространение УКВ в городе. — Томск: Раско, 1991. — 222 с.
- Пономарёв Г. А. Об одном случае разрывных граничных условий с пространственной дисперсией (рус.) // Радиотехника и электроника : журнал. — 1964. — Т. 9, № 8.
- Пономарёв Г. А. Метод Винера-Хопфа в применении к некоторым задачам дифракции (рус.) // Известия вузов. Физика : журнал. — 1967. — № 7.
- Пономарёв Г. А., Якубов В. П. Средние функции Грина случайно-неоднородных цилиндра и шара (рус.) // Известия вузов. Радиофизика : журнал. — 1971. — Т. 14, № 2.